# Yamagata Railway
Yamagata Railway Co.,Ltd. (山形鉄道株式会社, Yamagata Tetsudō Kabushiki-gaisha) est une compagnie de transport de passagers qui exploite une ligne ferroviaire dans la préfecture de Yamagata au Japon. Son siège social se trouve dans la ville de Nagai.

## Histoire
La compagnie a été fondée le 20 avril 1988. Le 25 octobre 1988, elle commence à exploiter la ligne Flower Nagai, auparavant ligne Nagai de la JR East.

## Ligne
La compagnie possède une seule ligne.
| Ligne              | Nom japonais   | Terminus      | Longueur (km) | Gares |
| ------------------ | -------------- | ------------- | ------------- | ----- |
| Ligne Flower Nagai | フラワー長井線 | Akayu - Arato | 30,5          | 17    |

## Matériel roulant

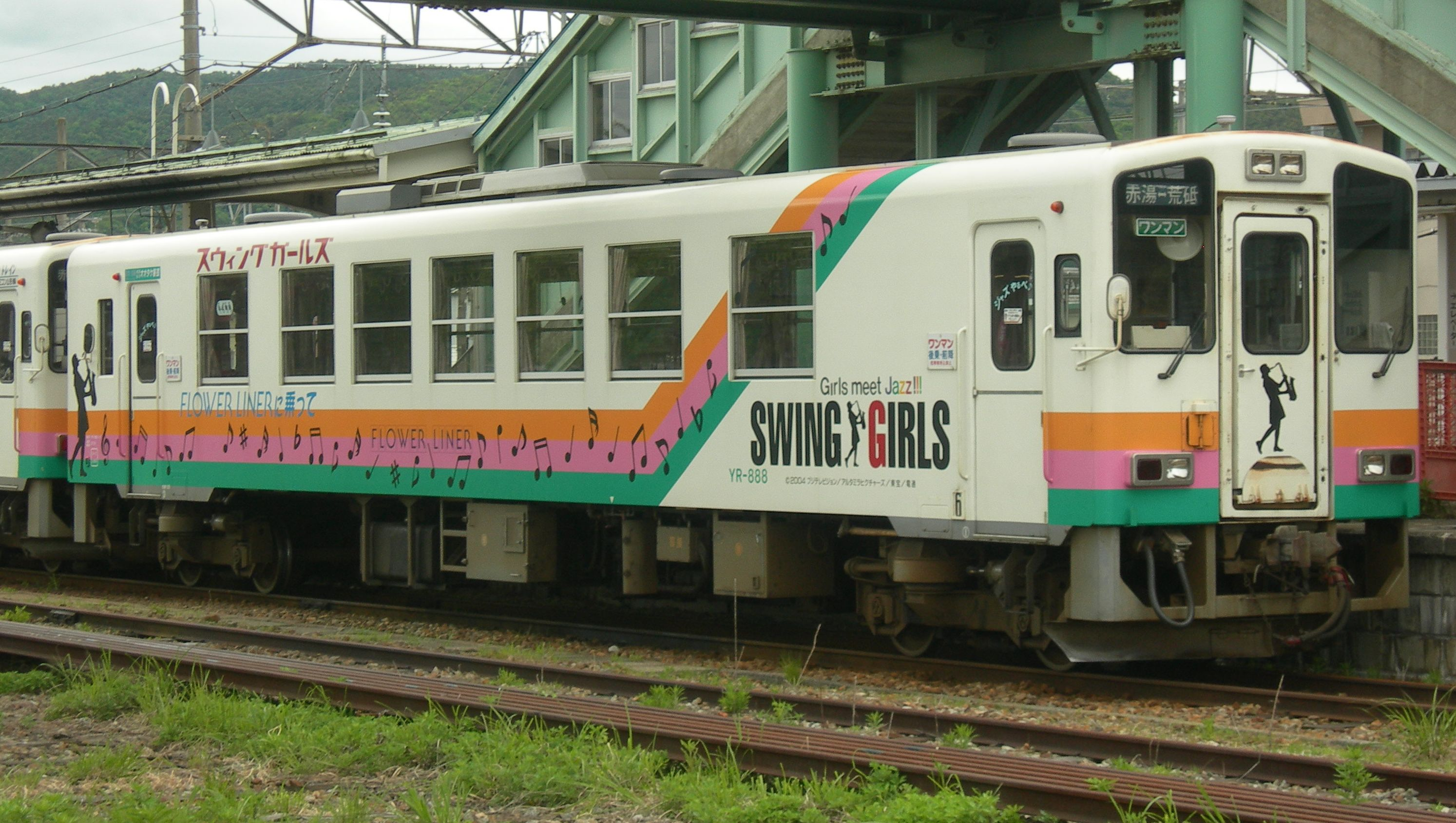
Autorail YR-880.

La compagnie possède 6 autorails série YR-880.